# Käthe Henschelmann
Käthe Henschelmann (geb. vor 1976) ist eine deutsche Übersetzungswissenschaftlerin und Romanistin. Sie arbeitete 25 Jahre als Lektorin am Institut für Übersetzen und Dolmetschen (IÜD) an der Ruprecht-Karls-Universität in Heidelberg.

## Leben
Käthe Henschelmann absolvierte ein Übersetzerstudium an der Universität Heidelberg in den Sprachen Französisch und Italienisch. Nach dem Abschluss als Diplomübersetzerin sammelte sie Berufserfahrung als Übersetzerin im Europäischen Sprachendienst (B.E.I. in Brüssel/Luxemburg). Ihren Doktorgrad erlangte sie 1976 mit ihrer Dissertation Kausalität im Satz und im Text: Semantisch-vergleichende Studien zum Französischen und Deutschen an der Universität Heidelberg. Bis zu ihrer Pensionierung im Jahr 2003 war sie als Lektorin im Fach Französisch am Institut für Übersetzen und Dolmetschen (IÜD) an der Ruprecht-Karls-Universität in Heidelberg tätig.

## Spezialgebiete
- Kontrastive Studien und Übersetzungspädagogik
- Semantik, Lexikografie, Textanalyse
- Geschichte und Theorie der Übersetzung
- Übersetzungskritik
- Typologisierung von Übersetzungsproblemen, Klassifizierung von Übersetzungsverfahren und Fehleranalyse

## Schriften (Auswahl)

### Publikationen
- Kausalität im Satz und im Text: semantisch-vergleichende Studien zum Französischen und Deutschen. Winter, Heidelberg 1977, ISBN 3-533-02585-3 (Diss.).
- Technik des Übersetzens: Französisch-Deutsch. Quelle & Meyer, Heidelberg 1980, ISBN 3-494-01018-8.
- Zur Beschreibung und Klassifizierung von Übersetzungsverfahren. CTL, Lausanne 1993, ISBN 2-88357-017-5.
- Problem-bewußtes Übersetzen: Französisch-Deutsch. Ein Arbeitsbuch. Narr, Tübingen 1999, ISBN 3-8233-4969-4.

### Herausgeberschaften
- Zusammen mit Françoise Hammer (Hrsg.): De la grammaire à la traduction: Einführung in die deutsch-französische Übersetzung. Hueber, München 1983, ISBN 3-19-003143-6.

### Übersetzungen
- Cesare Segre: Literarische Semiotik: Dichtung, Zeichen, Geschichte. Klett-Cotta, Stuttgart 1980, ISBN 3-129-11780-6.
- Cesare Segre: Schriften zu Literatur und Theater [Texte imprimé]. Niemeyer, Tübingen 2004, ISBN 3-484-22064-3.

### Vorträge
- Mehrfachübersetzung als Problem der Übersetzungskritik. Vortrag auf dem Saarbrücker Symposium als Euroconference 2000 in Saarbrücken.[3]